# استان آرتوین
آرتوین (به ترکی استانبولی: Artvin) (به گرجی: ართვინის პროვინცია)،(به لازی:ართვინიშ დობადონა) نام یکی از استان‌های ترکیه است.
این استان در ناحیه دریای سیاه واقع شده و مرکز آن شهر آرتوین است.

## شهرستان‌ها
این استان ۷ شهرستان (به ترکی: İlçe) دارد:

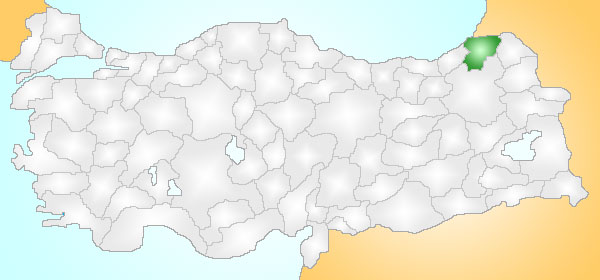
محل استان آرتوین

- آردانوچ Ardanuç
- آرهاوی Arhavi
- بورچکا Borçka
- هوپا Hopa
- شاوشات Şavşat
- مورگول Murgul
- یوسفلی Yusufeli